# Fjärdhällan
Fjärdhällan är en obemannad ledfyr utmed Landsortsleden i Stockholms skärgård, knappt fem sjömil nordöst om Dalarö. Den ligger i Dalarö socken i Haninge kommun och i landskapet Södermanland. Den uppfördes 1911 i form av en AGA-fyr. Den är idag 7 meter hög och har vit fyrkur på svart sockel.
Fjärdhällan ligger på den östligaste av Havsgjusorna,  tre små ensligt belägna skär i Jungfrufjärden. Öarna har historiskt benämnts såväl Fjärdhällorna som Hafsljusorna, till exempel på sjökort från 1800-talet, Generalstabskartan från 1894 och i ortnamnsuppteckningar från 1937. Namnet 'gjuse' eller 'ljuse' är ett dialektalt ord som åsyftar silltrut.